# Georg Amsel
Georg Amsel (Schweidnitz, 1862. november 24. – 1949 után) német tanár, gyorsíró.

## Élete
evangélikus felmenőkkel rendelkezett, apja tanár volt. A gimnáziumot szülővárosában végezte, ezután a Wrocławi Egyetemen tanult, ahol doktori címet szerzett. Tanulmányai végeztévek segédtanárként dolgozott 1888 és 1891 közt szülővárosa gimnáziumában. Ezután 1899-ig a Berlin melletti Lichterfelde kadétiskolájában tevékenykedett. 1902-ben költözött Oraniensteinbe, ettől kezdve tanár volt Bensbergben (ma Bergisch Gladbach része), 1912-től vezető tanár Groß-Lichterfelde-ben (ma a berlini Steglitz–Zehlendorf része). Professzori címet kapott, 1922-ben ment nyugdíjba. Tagja volt az első világháború végéig létező Reichsdeutschen Waffenbrüderlichen Vereinigung történészbizottságnak.
1894-ben kötött házasságot a Szentpétervárról származott Marie Gebharddal. Két lánya és egy fia, Hans-Georg Amsel született. 1949-ben a Fekete-erdei Buchenbergben élt fiával. Halála pontos dátuma ismeretlen, a buchenbergi kerületi temetőben egy emléktábla található In memoriam professor Georg Amsel felirattal.
Számos gyorsírási tankönyv szerzősége köthető nevéhez, ezek a Stolze-Schrey gyorsírással és az egységes gyorsírással foglalkoztak. A tankönyvek közül néhány a korában népszerű Göschen-könyvsorozatban is megjelent.

## Fordítás
- Ez a szócikk részben vagy egészben  a   Georg Amsel című német Wikipédia-szócikk ezen változatának fordításán alapul.  Az eredeti cikk szerkesztőit annak laptörténete sorolja fel. Ez a jelzés csupán a megfogalmazás eredetét és a szerzői jogokat jelzi, nem szolgál a cikkben szereplő információk forrásmegjelöléseként.